# Мар'яно-Кулебівський заказник
Мар'яно-Кулебівський — ландшафтний заказник місцевого значення. Заказник розташований поблизу с. Мар'янівка Новомосковського району Дніпропетровської області.
Площа заказника — 1456,0 га, створений у 2012 році.